# الملائكة في الإسلام
المَلَائِكَةُ في الإسلام هم خلقٌ خلقهم الله من نور، وهم مربوبون مسخّرون، عباد مُكرمون، لا يعصون الله ما أمرهم ويفعلون ما يُؤمرون، لا يوصفون بالذكورة ولا الأنوثة، لا يأكلون، لا يشربون، لا يتناكحون، لا يملّون، لا يتعبون، ولا يعلم عددهم إلا الله. والإيمان بهم ركن من أركان الإيمان، فمن أنكرهم ولم يؤمن بهم فقد كفر بما نزل في القرآن: ﴿يَا أَيُّهَا الَّذِينَ آمَنُوا آمِنُوا بِاللَّهِ وَرَسُولِهِ وَالْكِتَابِ الَّذِي نَزَّلَ عَلَى رَسُولِهِ وَالْكِتَابِ الَّذِي أَنْزَلَ مِنْ قَبْلُ وَمَنْ يَكْفُرْ بِاللَّهِ وَمَلَائِكَتِهِ وَكُتُبِهِ وَرُسُلِهِ وَالْيَوْمِ الْآخِرِ فَقَدْ ضَلَّ ضَلَالًا بَعِيدًا ۝١٣٦﴾. ولهم أعمال ومهمات معينة كلّفهم الله بها لينفذونها، مثل تبليغ الوحي والنفخ في الصُّورِ، ونزع أرواح العباد.

## الملائكة في العقيدة الإسلامية

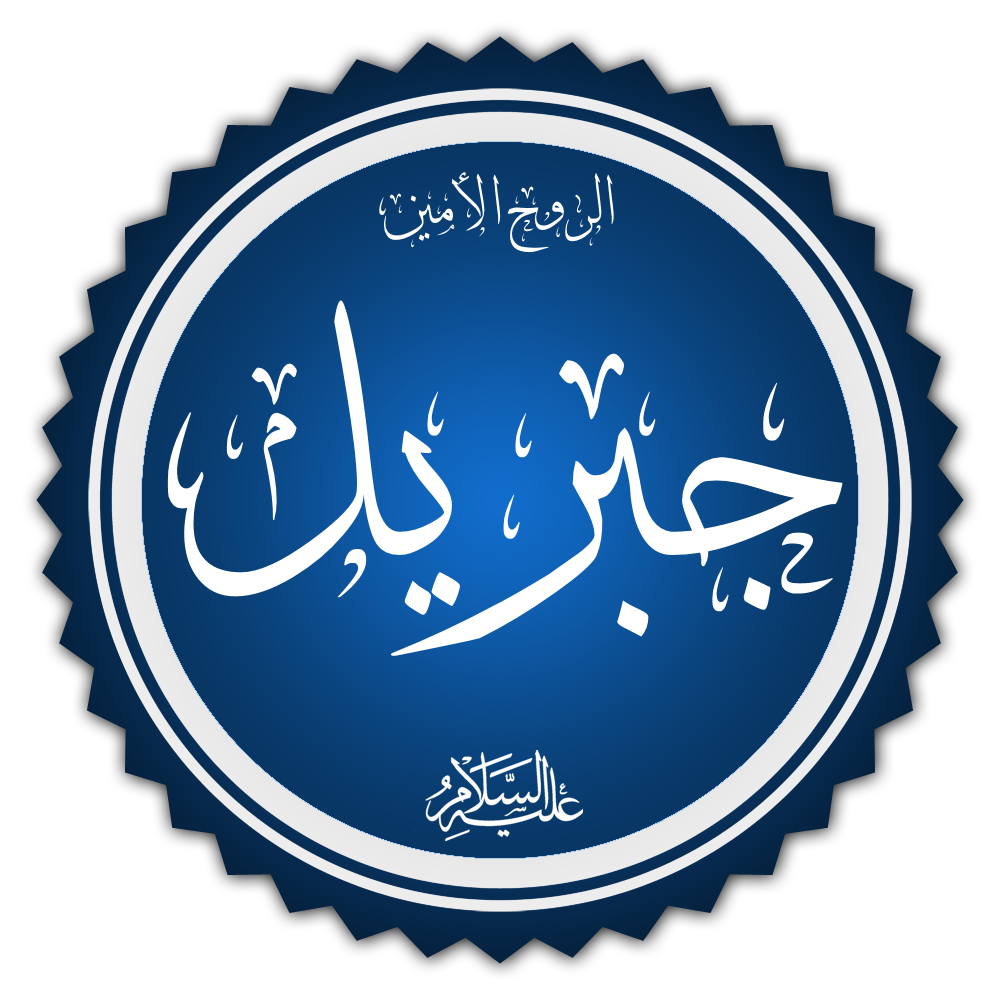
تخطيط جبريل عليه السلام.

يؤمن كل المسلمين بأنّ الملائكة إنّما هم عباد الله المكرمون، وهم الرسل بين الله وبين رسله وأنبيائه، وأنها مخلوقات قائمة بنفسها، ويؤمنون بأن الإيمان إيماناً جازماً بلا شك ولا ريب بهم واجب، لما ورد عن ابن عمر عن النبي حينما سُئِلَ عن الإيمان: «أن تؤمن بالله وملائكته وكتبه ورسله»، فمن لم يؤمن بوجودهم فقد أسقط ركناً من أركان الإيمان الستة وكفر لقوله تعالى: ﴿يَا أَيُّهَا الَّذِينَ آمَنُوا آمِنُوا بِاللَّهِ وَرَسُولِهِ وَالْكِتَابِ الَّذِي نَزَّلَ عَلَى رَسُولِهِ وَالْكِتَابِ الَّذِي أَنْزَلَ مِنْ قَبْلُ وَمَنْ يَكْفُرْ بِاللَّهِ وَمَلَائِكَتِهِ وَكُتُبِهِ وَرُسُلِهِ وَالْيَوْمِ الْآخِرِ فَقَدْ ضَلَّ ضَلَالًا بَعِيدًا ۝١٣٦﴾ [النساء:136]. وذكر البيهقي في كتاب له أن الإيمان بالملائكة يتضمن التصديق بوجودهم، وإنزالهم منازلهم، وإثبات أنهم عباد الله وخلقه كالإنس والجن مأمورون مكلفون لا يقدرون إلا ما أقدرهم الله عليه، والموت عليهم جائز، ولكن الله جعل لهم أمداً بعيداً فلا يتوفاهم حتى يبلغوه، ولا يوصفون بشيء يؤدي وصفهم به إلى إشراكهم بالله. ولا يُدْعَوْنَ آلهة كما دعتهم الأوائل. والاعتراف بأن منهم رسلاً يرسلهم الله إلى من يشاء من البشر، وقد يجوز أن يرسل بعضهم إلى بعض، ويتبع ذلك الاعتراف بأن منهم حملة العرش، ومنهم الصافون، ومنهم خزنة الجنة ومنهم خزنة النار، ومنهم كتبة الأعمال ومنهم الذين يسوقون السحاب فقد ورد القرآن بذلك كله أو بأكثره. والإيمان بالملائكة يتضمن أربعة أمور:
- الأول: الإيمان بوجودهم.
- الثاني: الإيمان بمن عُلم اسمه منهم باسمه (كجبريل) ومن لم يُعلم أسماءهم يُؤمن بهم إجمالاً.
- الثالث: الإيمان بما عُلم من صفاتهم.
- الرابع: الإيمان بما عُلم من أعمالهم التي يقومون بها بأمر الله تعالى؛ كتسبيحه، والتعبد له ليلاً ونهارًا بدون ملل، ولا فُتُور.

وهناك عدة واجبات يجب على المسلم أن يفعلها تجاه الملائكة،، أولها عدم إيذاء الملائكة، سواء بالسب أو بعيبهم، والبعد عن الذنوب والمعاصي، لأنها تؤذي الملائكة، فلذلك هي لا تدخل بيت فيه كلب أو صورة، وعدم البصاق عن اليمين في الصلاة، فعن أبي هريرة أن النبي قال: «إِذَا قَامَ أَحَدُكُمْ إِلَى الصَّلاةِ، فَلا يَبْصُقْ أَمَامَهُ، فَإِنَّهُ يُنَاجِي اللَّهَ مَا دَامَ فِي مُصَلَّاهُ، وَلا عَنْ يَمِينِهِ، فَإِنَّ عَنْ يَمِينِهِ مَلَكًا، وَلَكِنْ لِيَبْصُقْ عَنْ شِمَالِهِ أَوْ تَحْتَ رِجْلِهِ، فَيَدْفِنُهُ». وموالاة الملائكة كلهم، أي لا يفرق بين ملك وآخر، فلا يوالي هذا ويعادي ذاك لسبب ما، كما فعلت اليهود التي والت ميكائيل وعادت جبريل.
يؤمن المسلمون بأن الملائكة لهم صفات وقدرات وهبها الله لهم، فجعل لهم أجنحة، قادرين على التشكل، سريعين، منظمين، ولهم صفات خُلقية عديدة كاستحيائهم، ووصفهم القرآن بأنهم كرام بررة. وبحسب اعتقاد المسلمين فإن لهم مكانة رفيعة وعظيمة وعالية عند الله. فقد قال الله في جبريل: ﴿إِنَّهُ لَقَوْلُ رَسُولٍ كَرِيمٍ ۝١٩ ذِي قُوَّةٍ عِنْدَ ذِي الْعَرْشِ مَكِينٍ ۝٢٠ مُطَاعٍ ثَمَّ أَمِينٍ ۝٢١﴾. والملائكة بحسب اعتقاد المسلمين يعبدون الله بعبادات مختلفة، كالتسبيح والاصطفاف، والحج، وخشية الله.
والملائكة لهم أعمال خاصة تجاه المؤمنين، مثل تأمين دعائهم ومحبتهم لهم، ولهم أعمال خاصة للكفرة، مثل لعنهم وإنزال العذاب بهم. وقد اختلف العلماء في مسألة المفاضلة بين الملائكة والبشر، فقد اتفق بعض العلماء أن صالحي البشر أفضل من الملائكة وقدموا العديد من الحجج والأدلة، واتفق آخرون أن الملائكة أفضل وأيضاً قدموا أدلتهم وأحاجيجهم.
ويؤمن المسلمون بأن أعداد الملائكة لا يحصيها إلا الله، فهم كثيرون جداً، حيث أن كل يوم يدخل منهم سبعون ألفاً للبيت المعمور ولا يعودون إليه، ومع كل إنسان ملكان يكتبان أعماله، وكل نطفة لها ملك موكل بها، وهذا يدل على كثرتهم. ويؤمن المسلمون أيضاً بأن الملائكة عظيمي الخلقة، مثال ذلك، روى أبو داود وأحمد من حديث جابر بن عبد الله عن النبي أنه قال: «أذن لي أن أحدث عن ملك من ملائكة الله من حملة العرش أن ما بين شحمة أذنه إلى عاتقه مسيرة سبعمائة عام».

## صفاتهم

### الصفات الخُلقية
وصف الله في القرآن بأن الملائكة كرام بررة، حيث قال: ﴿بِأَيْدِي سَفَرَةٍ ۝١٥ كِرَامٍ بَرَرَةٍ ۝١٦﴾ أي أن القرآن بأيدي سفرة وهم الملائكة حيث أن الملائكة سفراء الله إلى رسله بحسب اعتقاد المسلمين. ووصفهم بأنهم كرام بررة أي أن خلقهم حسن شريف وأخلاقهم وأفعالهم بارة طاهرة كاملة.
ومن صفات الملائكة الحياء، مثل ما قال الرسول عن عثمان بن عفان: «ألا استحيي من رجل تستحيي منه الملائكة».

### الصفات الخَلقية

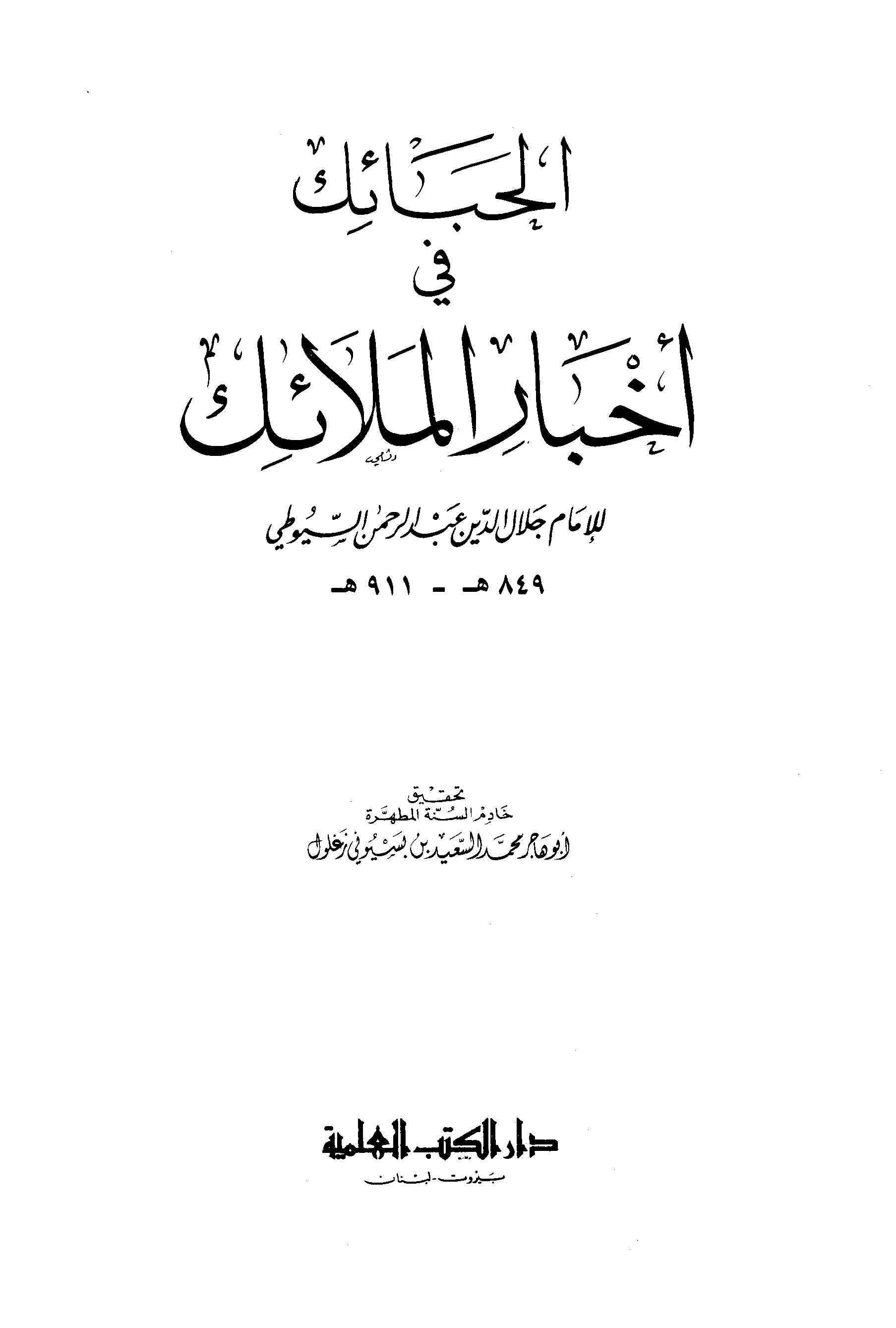
غلاف كتاب "الحبائك في أخبار الملائك" لجلال الدين السيوطي، يتحدث فيه عن أخبار الملائكة وصفاتهم من القرآن والسنة والآثار الإسلامية.

يؤمن المسلمون بأن مادة خلق الملائكة هي النور، فعن عائشة أن الرسول قال: «خُلقت الملائكة من نور ..». ولم يبين أي نور الذي خُلقوا منه. ولم تُحدد المدة الزمنية التي خُلقوا فيها، فليست هناك نصوص شرعية دلت على ذلك، ولكن خلقهم كان سابقاً على البشر، ودليل العلماء في ذلك: ﴿وَإِذْ قَالَ رَبُّكَ لِلْمَلَائِكَةِ إِنِّي جَاعِلٌ فِي الْأَرْضِ خَلِيفَةً قَالُوا أَتَجْعَلُ فِيهَا مَنْ يُفْسِدُ فِيهَا وَيَسْفِكُ الدِّمَاءَ وَنَحْنُ نُسَبِّحُ بِحَمْدِكَ وَنُقَدِّسُ لَكَ قَالَ إِنِّي أَعْلَمُ مَا لَا تَعْلَمُونَ ۝٣٠﴾، فقد أخبر الله ملائكته بأنه سيخلق خليفة يسكن الأرض، والخليفة هو آدم فذلك يدل على أنهم مخلوقون قبل النبي آدم أبو البشر.
لا يستطيع البشر رؤية الملائكة بهيئتهم الخلقية، فلا قدرة لهم على ذلك، ولم يرَ الملائكة في صورتهم الحقيقية أحد إلا الرسول محمد، فقد رأى جبريل في هيئته الخلقية مرتين: المرة الأولى كانت عندما أوحي إليه لأول مرة في غار حراء، والمرة الثانية هي في رحلة الإسراء والمعراج، وما يدل على ذلك قول الله: ﴿وَلَقَدْ رَآهُ نَزْلَةً أُخْرَى ۝١٣﴾. ولكن يمكن للبشر رؤية الملائكة إن تشكلوا في صورة بشر كما جاء في بعض النصوص.
يؤمن المسلمون بأن الملائكة عظيمي الخلقة، لا يتصور عظم خلقتهم أحد، ولكن النصوص قد لمحت بشيء من أبعاد بعض الملائكة. ومثل ذلك قول الرسول: «أُذن لي أن أحدث عن ملك من ملائكة الله، من حملة العرش، إن ما بين شحمة أذنه إلى عاتقه مسيرة سبعمائة عام». أما عن عظم خلقة جبريل، فقد سألت عائشة النبي عن الآية الثالثة والعشرين من سورة التكوير والآية الثالثة عشر والرابعة عشر والخامسة عشر من سورة النجم، فقال: «إنما هو جبريل لم أره على صورته التي خُلق عليها غير هاتين المرتين. رأيته منهبطاً من السماء ساداً عظم خلقه ما بين السماء إلى الأرض». ومن عظم خلقتهم تعدد أجنحتهم. فالملائكة لديها أجنحة، منهم من لديه جناح ومنهم من لديه اثنان أو ثلاثة، أو أربعة، أو حتى أكثر من ذلك: ﴿الْحَمْدُ لِلَّهِ فَاطِرِ السَّمَاوَاتِ وَالْأَرْضِ جَاعِلِ الْمَلَائِكَةِ رُسُلًا أُولِي أَجْنِحَةٍ مَثْنَى وَثُلَاثَ وَرُبَاعَ يَزِيدُ فِي الْخَلْقِ مَا يَشَاءُ إِنَّ اللَّهَ عَلَى كُلِّ شَيْءٍ قَدِيرٌ ۝١﴾. وملك الوحي جبريل نفسه له ستمائة جناح، فعن عبد الله بن مسعود أنه قال: «رأى محمد ﷺ جبريل له ستمائة جناح». والملائكة متفاوتون في الخلق والمقدار، فهم مختلفين في عدد الأجنحة، ومقاماتهم متفاوتة ومعلومة عند الله: ﴿وَمَا مِنَّا إِلَّا لَهُ مَقَامٌ مَعْلُومٌ ۝١٦٤﴾. وقال في جبريل ﴿إِنَّهُ لَقَوْلُ رَسُولٍ كَرِيمٍ ۝١٩ ذِي قُوَّةٍ عِنْدَ ذِي الْعَرْشِ مَكِينٍ ۝٢٠﴾ [التكوير:19–20]. أي له مكانة ومنزلة رفيعة عند الله. وأفضل الملائكة هم الذين شهدوا غزوة بدر حيث جاء جبريل إلى النبي فقال: «ما تعدون أهل بدر فيكم؟» قال: «من أفضل المسلمين» قال: «وكذلك من شهد بدراً من الملائكة».
ويؤمن المسلمون بأن الملائكة خلقهم الله في صورة جميلة وكريمة. فقد قال الله في جبريل: ﴿عَلَّمَهُ شَدِيدُ الْقُوَى ۝٥ ذُو مِرَّةٍ فَاسْتَوَى ۝٦﴾. قال ابن عباس: ذو مرة أي ذو منظر حسن، وقال قتادة: ذو خلق طويل حسن. وقيل ذو مرة أي ذو قوة. ولا منافاة بين الأقوال فهو قوي وحسن المنظر. وقد تقرر عند الناس وصف الملائكة بالجمال، كما تقرر عندهم وصف الشياطين بالقبح، ولذلك فهم يشَبِّهون الجميل من البشر بالملك، مثل ما قال الله على لسان النسوة في النبي يوسف: ﴿فَلَمَّا سَمِعَتْ بِمَكْرِهِنَّ أَرْسَلَتْ إِلَيْهِنَّ وَأَعْتَدَتْ لَهُنَّ مُتَّكَأً وَآتَتْ كُلَّ وَاحِدَةٍ مِنْهُنَّ سِكِّينًا وَقَالَتِ اخْرُجْ عَلَيْهِنَّ فَلَمَّا رَأَيْنَهُ أَكْبَرْنَهُ وَقَطَّعْنَ أَيْدِيَهُنَّ وَقُلْنَ حَاشَ لِلَّهِ مَا هَذَا بَشَرًا إِنْ هَذَا إِلَّا مَلَكٌ كَرِيمٌ ۝٣١﴾.
وليست هناك نصوص تدل على أن هناك شبه بين الملائكة والبشر في الصورة، إلا ما ذكره الرسول: « .. ورأيت جبريل ، فإذا أقرب من رأيت به شبهاً دحية بن خليفة»، وتشبيهه بالصحابي دحية إما أن يكون دحية يشبه جبريل في صورته الحقيقية، أو عندما تَشَبَّه به في صورة بشر. والرأي الآخر هو الأرجح لما ذُكر أن جبريل كان يتمثل في هيئة دحية كثيراً.
وللملائكة ثلاثة صفات أساسية يتميزون بها عن البشر: لا يوصفون بالذكورة أو الأنوثة، ولا يأكلون ولا يشربون ولا يتناكحون، ولا يملون ولا يتعبون. فهم منزوعي الشهوة، لذلك لا تشتهي أنفسهم الطعام والشراب أو النكاح. وقد وصف المشركون الملائكة بأنهم إناثاً بنات الله، فاستنكرت العديد من الآيات هذا الوصف وجعل الله لقولهم شهادة ليحاسبهم عليه، قال الله تعالى: ﴿وَجَعَلُوا الْمَلَائِكَةَ الَّذِينَ هُمْ عِبَادُ الرَّحْمَنِ إِنَاثًا أَشَهِدُوا خَلْقَهُمْ سَتُكْتَبُ شَهَادَتُهُمْ وَيُسْأَلُونَ ۝١٩﴾. وأما عند عدم شربهم وأكلهم فهم لا يحتاجون الطعام ولا يشتهونه، ومِمَّا ورد أنهم عندما جاؤوا النبي إبراهيم في صورة بشر وقدم إليهم الطعام لم تمتد إليهم، جاء في القرآن: ﴿هَلْ أَتَاكَ حَدِيثُ ضَيْفِ إِبْرَاهِيمَ الْمُكْرَمِينَ ۝٢٤ إِذْ دَخَلُوا عَلَيْهِ فَقَالُوا سَلَامًا قَالَ سَلَامٌ قَوْمٌ مُنْكَرُونَ ۝٢٥ فَرَاغَ إِلَى أَهْلِهِ فَجَاءَ بِعِجْلٍ سَمِينٍ ۝٢٦ فَقَرَّبَهُ إِلَيْهِمْ قَالَ أَلَا تَأْكُلُونَ ۝٢٧ فَأَوْجَسَ مِنْهُمْ خِيفَةً قَالُوا لَا تَخَفْ وَبَشَّرُوهُ بِغُلَامٍ عَلِيمٍ ۝٢٨﴾. قال الفخر الرازي: «العلماء اتفقوا على أن الملائكة لا يأكلون ولا يشربون ولا يتناكحون». والصفة الثالثة لا يملون ولا يتعبون، حيث أنهم يقومون بعبادة الله وطاعته وتنفيذ أوامره من دون ملل أو كلل، ولا يدركهم ما يدرك البشر من تعب، قال تعالى: ﴿يُسَبِّحُونَ اللَّيْلَ وَالنَّهَارَ لَا يَفْتُرُونَ ۝٢٠﴾. وفي آية أخرى: ﴿فَإِنِ اسْتَكْبَرُوا فَالَّذِينَ عِنْدَ رَبِّكَ يُسَبِّحُونَ لَهُ بِاللَّيْلِ وَالنَّهَارِ وَهُمْ لَا يَسْأَمُونَ ۝٣٨﴾. ولا يفترون أي لا ينامون ولا يسأمون أي لا يملون.
يؤمن المسلمون بأن الملائكة تسكن السماء، وتتخذها منزلاً، وأنهم أحياناً ينزلون للأرض لتنفيذ مهمات وُكِّلت إليهم، مثل مقاتلتهم في غزوة بدر، وأحياناً ينزلون في مناسبات خاصة، مثل ليلة القدر. قال الله: ﴿لَيْلَةُ الْقَدْرِ خَيْرٌ مِنْ أَلْفِ شَهْرٍ ۝٣ تَنَزَّلُ الْمَلَائِكَةُ وَالرُّوحُ فِيهَا بِإِذْنِ رَبِّهِمْ مِنْ كُلِّ أَمْرٍ ۝٤﴾.

### القدرات

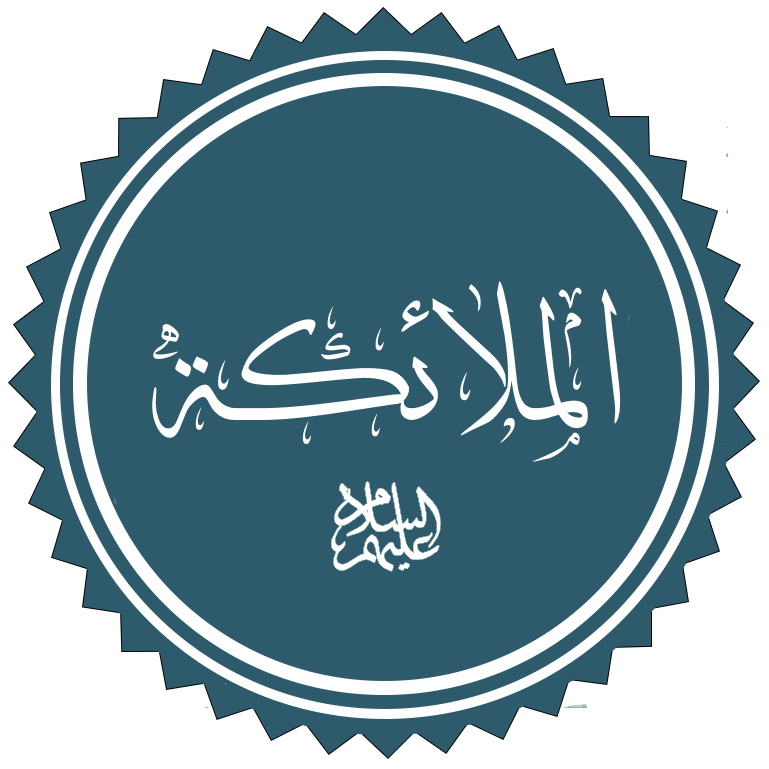
تخطيط الملائكة عليهم السلام

1. التشكل: يؤمن المسلمون بأن الله أعطى الملائكة القدرة على التشكل في هيئة غير هيئتهم وصورتهم.[12][14] فقد جاء جبريل لمريم بنت عمران في صورة بشر، والنبي إبراهيم جاءته الملائكة في صورة بشر، والنبي لوط جاؤوا إليه في صورة شباب حسن الوجوه. وقد أتى جبريل النبي محمد في صور متعددة، كصورة دحية الكلبي أو صورة أعرابي، وشاهده الصحابة كذلك عندما أتى النبي على هيئة أعرابي سائلاً عن الإيمان والإحسان والساعة وأمارتها ليُعَلِّمَ المسلمين دينَهم. وأرسل الله ملكاً في صورة آدمي للملائكة المختصمين في أمر الرجل الذي قتل تسعاً وتسعين نفساً فحكم بينهم. وقد رأت عائشة النبي وهو واضع يده على معرفة فرس دحية بن خليفة ويكلمه، فلما سألته عن ذلك قال: «ذلك جبريل، وهو يقرئك السلام».[25]
2. السرعة: يؤمن المسلمون بأن الملائكة عظيمي السرعة، وسرعتهم فوق كل سرعة، ولا تقاس بمقاييس البشر، فهم يؤمنون أنه إذا أحد سأل النبي عن شيء يأتيه جبريل من السماء في لحظات بسرعة قصوى ويجيبه، فيجيب السائل.[26]
3. العلم: يؤمن المسلمون بأن الملائكة لديهم العلم الوفير علمهم الله إياه، ولكن ليس لديهم القدرة على التعرف على الأشياء، كما يقدر الإنسان، فلا يميزون أو يعرفون شيئاً إلا إذا علمهم الله ذلك. قال الله تعالى: ﴿وَعَلَّمَ آدَمَ الْأَسْمَاءَ كُلَّهَا ثُمَّ عَرَضَهُمْ عَلَى الْمَلَائِكَةِ فَقَالَ أَنْبِئُونِي بِأَسْمَاءِ هَؤُلَاءِ إِنْ كُنْتُمْ صَادِقِينَ ۝٣١ قَالُوا سُبْحَانَكَ لَا عِلْمَ لَنَا إِلَّا مَا عَلَّمْتَنَا إِنَّكَ أَنْتَ الْعَلِيمُ الْحَكِيمُ ۝٣٢﴾.[الآية 16] ولكن الذي علمهم الله إياه أكثر مما يعرفه الإنسان. والملائكة مخلوقات تهتم بالعلم وتتحاور وتناقش بعضها بعضا عن بعض الأشياء، قال الرسول محمد: «أتَاني الليلةَ ربِّي  في أحسنِ صورةٍ فَقَالَ يا مُحمَّدُ هل تدري فيمَ يختصمُ الملأ الأعْلَى؟ قَالَ: قُلْتُ: لا، قَالَ فوضَعَ يدَهُ بيَن كَتِفَيَّ حتَّى وجدْتُ بَردَهَا بيَن ثديَيَّ أَوْ قَالَ في نَحْري فعلمتُ ما في السَّمَاوات وما في الأَرْضِ. قَالَ يا مُحمَّد هلْ تدري فيمَ يختصم الملأ الأعلى؟ قُلت نعم في الكفَّارات، والدَّرجاتُ ..».[27]
4. التنظيم: الملائكة منظمون في كل شؤونهم، وفي عبادتهم. وحث الرسول المسلمين على الاقتداء بهم في التنظيم حين قال: «ألا تصفون كما تصف الملائكة عند ربها؟» قيل يا رسول الله وكيف تصف الملائكة عند ربها؟ قال: «يتمون الصفوف ويتراصون في الصف».[28] وتأتي الملائكة يوم القيامة في صفوف منتظمة: ﴿وَجَاءَ رَبُّكَ وَالْمَلَكُ صَفًّا صَفًّا ۝٢٢﴾،[الآية 17] وفي آية أخرى ﴿يَوْمَ يَقُومُ الرُّوحُ وَالْمَلَائِكَةُ صَفًّا لَا يَتَكَلَّمُونَ إِلَّا مَنْ أَذِنَ لَهُ الرَّحْمَنُ وَقَالَ صَوَابًا ۝٣٨﴾.[الآية 18] وهم دقيقون حتى في تنفيذ الأوامر، قال النبي: «آتي باب الجنة فأستفتح فيقول: من أنت، فأقول محمد، فيقول بك أُمرت لا أفتح لأحد قبلك»، [29] ومثال آخر على دقتهم وتنظيمهم، هو في رحلة الإسراء والمعراج، فكلما وصل جبريل باب كل سماء استأذن فلا يُفتح له باب السماء إلا بعد الاستفسار.
5. العصمة: يؤمن المسلمون بعصمة الملائكة، جميعهم دون استثناء، لأن ليس لهم القدرة على معصية الله، فهم مجبولون على الطاعة،[30][31] ومِمَّا دل على ذلك قول الله: ﴿يَا أَيُّهَا الَّذِينَ آمَنُوا قُوا أَنْفُسَكُمْ وَأَهْلِيكُمْ نَارًا وَقُودُهَا النَّاسُ وَالْحِجَارَةُ عَلَيْهَا مَلَائِكَةٌ غِلَاظٌ شِدَادٌ لَا يَعْصُونَ اللَّهَ مَا أَمَرَهُمْ وَيَفْعَلُونَ مَا يُؤْمَرُونَ ۝٦﴾[الآية 19] و﴿لَا يَسْبِقُونَهُ بِالْقَوْلِ وَهُمْ بِأَمْرِهِ يَعْمَلُونَ ۝٢٧﴾.[الآية 20]

### أعداد الملائكة
يؤمن المسلمون بأن الملائكة خلق كثير لا يعلم عددهم إلا الله، وهم كثيرون جداً، وهناك أمثلة دلت على كثرتهم، ففي كل يوم يحج سبعون ألفاً للبيت المعمور ولا يعودون إليه، وهناك 4,900,000,000 ملك فقط لجر النار يوم القيامة لقول الرسول محمد: «يؤتى بجهنم يوم القيامة يومئذ لها سبعون ألف زمام مع كل زمام سبعون ألف ملك يجرونها». ولكل نطفة فهناك ملك موكل بها، ولكل إنسان ملكين يكتبان أعماله، وملائكة تحفظه، وهذا مِمَّ يدل على كثرتهم.

## أعمال الملائكة

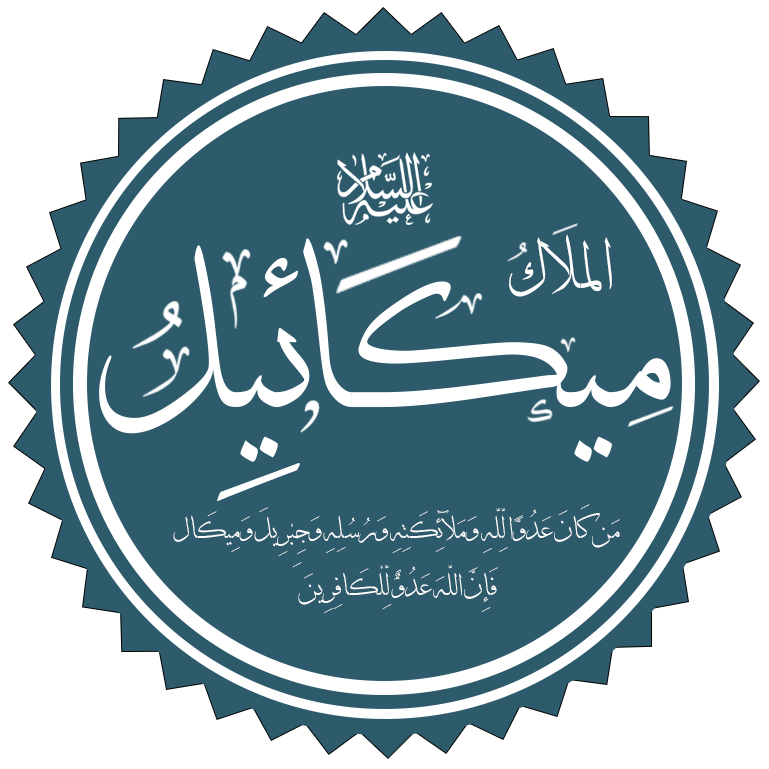
تخطيط لاسم الملاك ميكائيل مُلحقًا بالآية 98 من سورة البقرة.

تنقسم أعمال الملائكة لأربعة أقسام، أعمالهم مع الناس عامة، وأعمالهم مع المؤمنين والصالحين خاصة، وأعمالهم مع الكفرة والفساق والعصاة خاصة، وأعمالهم مع بقية المخلوقات من غير البشر.
والملائكة لهم عدة أعمال تجاه الناس عامة. فهم لهم دور في تكوين الإنسان، فعن أبي ذر الغفاري أن الرسول محمد قال: «إذا مر بالنطفة ثنتان وأربعون ليلة بعث الله إليها ملكاً، فصورها، وخلق سمعها وبصرها، وجلدها ولحمها وعظامها، ثم قال: أي رب: أذكر أم أنثى؟ فيقضي ربك ما يشاء ويكتب الملك». وهناك ملائكة موكلة بحراسة ابن آدم. قال الله: ﴿لَهُ مُعَقِّبَاتٌ مِنْ بَيْنِ يَدَيْهِ وَمِنْ خَلْفِهِ يَحْفَظُونَهُ مِنْ أَمْرِ اللَّهِ إِنَّ اللَّهَ لَا يُغَيِّرُ مَا بِقَوْمٍ حَتَّى يُغَيِّرُوا مَا بِأَنْفُسِهِمْ وَإِذَا أَرَادَ اللَّهُ بِقَوْمٍ سُوءًا فَلَا مَرَدَّ لَهُ وَمَا لَهُمْ مِنْ دُونِهِ مِنْ وَالٍ ۝١١﴾. وقد بين المفسرون أن المعقبات هي الملائكة. وقد وُكِّل الملائكة أيضاً بأن يكونوا سفراء ورسل الله لرسله وأنبيائه، واختص بهذه المهمة جبريل. ولكن ليس كل من أتاه ملك فهو نبي، فقد أُرسل جبريل لمريم، ولأم إسماعيل عندما نفد منها الطعام والماء. ومن مهام الملائكة تحريك بواعث الخير في نفوس العباد، فكل إنسان حسب اعتقاد المسلمين وُكِّل به قرين من الملائكة وقرين من الجن، الأول يأمره بالخير ويرغبه فيه، والآخر يأمره بالشر ويرغبه فيه. قال الرسول محمد: «ما منكم من أحد إلا وقد وكل به قرينه من الجن وقرينه من الملائكة».
ومن مهام الملائكة تسجيل صالح أعمال بني آدم وسيئها. فكل إنسان وُكل به ملكين، حاضرين لا يفارقانه يحصيان عليه أعماله وأقواله. قال تعالى: ﴿إِذْ يَتَلَقَّى الْمُتَلَقِّيَانِ عَنِ الْيَمِينِ وَعَنِ الشِّمَالِ قَعِيدٌ ۝١٧ مَا يَلْفِظُ مِنْ قَوْلٍ إِلَّا لَدَيْهِ رَقِيبٌ عَتِيدٌ ۝١٨﴾. ومن مهام الملائكة ابتلاء بني آدم، فعن أبي هريرة أن الرسول قال: «إن ثلاثة في بني إسرائيل أبرص وأقرع وأعمى، بدا لله  أن يبتليهم فبعث إليهم ملكا، فأتى الأبرص فقال: أي شيء أحب إليك؟ قال: لون حسن وجلد حسن قد قذرني الناس، قال: فمسحه فذهب عنه فأعطي لونا حسنا وجلدا حسنا، فقال: أي المال أحب إليك؟ قال: الإبل أو قال البقر هو شك في ذلك إن الأبرص والأقرع قال أحدهما الإبل وقال الآخر البقر فأعطي ناقة عشراء، فقال: يبارك لك فيها. وأتى الأقرع فقال: أي شيء أحب إليك؟ قال: شعر حسن ويذهب عني هذا قد قذرني الناس، قال: فمسحه فذهب وأعطي شعرا حسنا، قال: فأي المال أحب إليك؟ قال البقر قال: فأعطاه بقرة حاملا، وقال: يبارك لك فيها. وأتى الأعمى فقال: أي شيء أحب إليك، قال: يرد الله إلي بصري فأبصر به الناس، قال فمسحه فرد الله إليه بصره، قال: فأي المال أحب إليك؟ قال: الغنم فأعطاه شاة والدا، فأنتج هذان وَوَلَّدَ هذا، فكان لهذا واد من إبل، ولهذا واد من بقر، ولهذا واد من غنم، ثم إنه أتى الأبرص في صورته وهيئته، فقال: رجل مسكين تقطعت بي الحبال في سفري فلا بلاغ اليوم إلا بالله ثم بك، أسألك بالذي أعطاك اللون الحسن والجلد الحسن والمال، بعيراً أتبلغ عليه في سفري، فقال: له إن الحقوق كثيرة، فقال له: كأني أعرفك ألم تكن أبرص يقذرك الناس فقيرا فأعطاك الله، فقال: لقد ورثت لكابر عن كابر، فقال: إن كنت كاذباً فصيرك الله إلى ما كنت. وأتى الأقرع في صورته وهيئته، فقال: له مثل ما قال لهذا، فرد عليه مثل ما رد عليه هذا، فقال: إن كنت كاذباً فصيرك الله إلى ما كنت. وأتى الأعمى في صورته، فقال: رجل مسكين وابن سبيل وتقطعت بي الحبال في سفري فلا بلاغ اليوم إلا بالله ثم بك، أسألك بالذي رد عليك بصرك، شاة أتبلغ بها في سفري، فقال: قد كنت أعمى فرد الله بصري، وفقيراً فقد أغناني، فخذ ما شئت فوالله لا أجهدك اليوم بشيء أخذته لله، فقال: أمسك مالك فإنما ابتليتم فقد رضي الله عنك وسخط على صاحبيك». ومن مهام الملائكة هي نزع أرواح العباد عندما تنتهي آجالهم، فقد اختص الله بعض ملائكته بنزع أرواح العباد، قال تعالى: ﴿قُلْ يَتَوَفَّاكُمْ مَلَكُ الْمَوْتِ الَّذِي وُكِّلَ بِكُمْ ثُمَّ إِلَى رَبِّكُمْ تُرْجَعُونَ ۝١١﴾، وهم أكثر من ملك، وتنزع أرواح الكفرة والمجرمين نزعاً شديداً، بينما تنزع أرواح المؤمنين نزعاً رفيقاً وتبشرهم عند النزع.
هناك عدة أدوار واجبة على الملائكة تجاه المؤمنين، ومكلفون بها، أولها محبتهم للمؤمنين الذين يحبهم الله، فعن أبي هريرة أن الرسول محمد قال: «إِذَا أَحَبَّ اللَّهُ الْعَبْدَ نَادَى جِبْرِيلَ إِنَّ اللَّهَ يُحِبُّ فُلَانًا فَأَحْبِبْهُ فَيُحِبُّهُ جِبْرِيلُ فَيُنَادِي جِبْرِيلُ فِي أَهْلِ السَّمَاءِ إِنَّ اللَّهَ يُحِبُّ فُلَانًا فَأَحِبُّوهُ فَيُحِبُّهُ أَهْلُ السَّمَاءِ ثُمَّ يُوضَعُ لَهُ الْقَبُولُ فِي الْأَرْضِ». ومن مهامهم تجاه المؤمنين تسديد المؤمنين، والصلاة على المؤمنين، وهناك عدة أعمال تصلي الملائكة على صاحبها، مثل معلم الناس الخير، والذين ينتظرون صلاة الجماعة، والذين يصلون في الصف الأول، والذين يسدون الفرج بين الصفوف، والذين يتسحرون، والذين يصلون على النبي، والذين يعودون المرضى. ومن مهامهم تأمين دعاء المؤمنين، فعن أم سلمة أن الرسول محمد قال: «لا تدعوا على أنفسكم إلا بخير فإن الملائكة يؤَمِّنُونَ على ما تقولون». ومن مهامهم استغفارهم للمؤمنين، وشهودهم مجالس العلم وحلق الذكر وحفهم أهلها بأجنحتهم، وتسجيلهم الذين يحضرون الجمعة، فعن أبي هريرة أن الرسول محمد قال: «إذا كان يوم الجمعة وقفت الملائكة على باب المسجد يكتبون الأول فالأول فإذا خرج الإمام طووا صحفهم ويستمعون الذكر». ومن مهامهم تعاقبهم في المؤمنين وتنزلهم عندما يقرؤون القرآن، وتبليغ الرسول عن أمته السلام، وتبشيرهم المؤمنين، ومقاتلتهم مع المؤمنين وتثبيتهم في حروبهم، عن ابن عباس عن الرسول محمد أنه قال: «هذا جبريل آخذ برأس فرسه عليه أداة حرب». ومن مهامهم حمايتهم للرسول محمد، ونصرتهم لصالحي العباد وتفريج كربهم. وشهودهم لجنازة الصالحين، وإظلالهم للشهيد بأجنحتهم. ومن مهامهم حمايتهم للمدينة ومكة من الدجال، حيث قال الرسول: «على أنقاب المدينة ملائكة، لا يدخلها الطاعون ولا الدجال».
أما عن دور الملائكة تجاه الكفار والفساق، فإن هناك بضعة مهام تؤديها الملائكة تجاه الكفار، أبرزها إنزال العذاب بهم، كإهلاك قوم لوط، ولعن الكفرة، قال الله: ﴿إِنَّ الَّذِينَ كَفَرُوا وَمَاتُوا وَهُمْ كُفَّارٌ أُولَئِكَ عَلَيْهِمْ لَعْنَةُ اللَّهِ وَالْمَلَائِكَةِ وَالنَّاسِ أَجْمَعِينَ ۝١٦١﴾، وقد تلعن الملائكة بعض من فعلوا ذنوباً معينة حتى لو كانوا مسلمين، مثل المرأة التي لا تستجيب لزوجها، والذي يشير لأخيه بحديدة، ومن سب أصحاب الرسول وفق تفاسير عُلماء أهل السُنَّة، ومن يحولون دون تنفيذ شرع الله والذي يؤوي محدثاً.
هناك ملائكة، وعددهم ثمانية، موكلون بحمل العرش، والله مستو عليه، قال تعالى: ﴿وَالْمَلَكُ عَلَى أَرْجَائِهَا وَيَحْمِلُ عَرْشَ رَبِّكَ فَوْقَهُمْ يَوْمَئِذٍ ثَمَانِيَةٌ ۝١٧﴾. وللجبال ملك موكل بها، وللقطر والنبات ملك موكل بهما، ويُظن أنه ميكائيل. وللسحاب ملك موكل بها وهو الرعد، حيث قال الرسول محمد: «الرعد ملك من الملائكة موكل بالسحاب معه مخاريق من نار، يسوق بها السحاب حيث شاء الله».

## عبادة الملائكة
يؤمن المسلمون إيماناً تاماً، بأن الملائكة مخلوقون، ومفطورون، ومجبولون، ومطبوعون على طاعة الله وعبادته، أي يعجزون عجزاً تاماً على معصية الله، ولكنه لا يكلفهم مجاهدة كما عند الإنسان، لأنه لا شهوة لهم، وتركهم للمعصية وطاعتهم لله جبلة.
وهناك عدة عبادات يفعلها الملائكة، غير طاعتهم لله في تنفيذ المهمات الموكلة إليهم، أولها التسبيح، فالملائكة يسبحون الله ويذكرونه، فيسبحه حملة عرشه ﴿الَّذِينَ يَحْمِلُونَ الْعَرْشَ وَمَنْ حَوْلَهُ يُسَبِّحُونَ بِحَمْدِ رَبِّهِمْ وَيُؤْمِنُونَ بِهِ وَيَسْتَغْفِرُونَ لِلَّذِينَ آمَنُوا رَبَّنَا وَسِعْتَ كُلَّ شَيْءٍ رَحْمَةً وَعِلْمًا فَاغْفِرْ لِلَّذِينَ تَابُوا وَاتَّبَعُوا سَبِيلَكَ وَقِهِمْ عَذَابَ الْجَحِيمِ ۝٧﴾، ويسبحه عموم ملائكته ﴿تَكَادُ السَّمَاوَاتُ يَتَفَطَّرْنَ مِنْ فَوْقِهِنَّ وَالْمَلَائِكَةُ يُسَبِّحُونَ بِحَمْدِ رَبِّهِمْ وَيَسْتَغْفِرُونَ لِمَنْ فِي الْأَرْضِ أَلَا إِنَّ اللَّهَ هُوَ الْغَفُورُ الرَّحِيمُ ۝٥﴾. وهم دائمو التسبيح لا ينقطع ليلاً أو نهاراً حيث قال الله: ﴿يُسَبِّحُونَ اللَّيْلَ وَالنَّهَارَ لَا يَفْتُرُونَ ۝٢٠﴾ [الأنبياء:20]. ويفخرون بكثرة تسبيحهم حيث قال الله على لسانهم: ﴿وَإِنَّا لَنَحْنُ الْمُسَبِّحُونَ ۝١٦٦﴾. والعبادة الثانية التي يقوم بها الملائكة هي عبادة الاصطفاف، فاصطفاف الملائكة عند الله عبادة، ويفخرون بإنهم هم الصافون حيث قال الله على لسانهم: ﴿وَإِنَّا لَنَحْنُ الصَّافُّونَ ۝١٦٥﴾ وهم يركعون ويسجدون ويقومون إلى جانب اصطفافهم، فعن حكيم بن حزام أن الرسول محمد قال: «أتسمعون ما أسمع؟» قالوا: "ما نسمع من شيء". قال: «إني لأسمع أطيط السماء وما تلام أن تئط، مافيها موضع شبر إلا عليه ملك ساجد أو قائم». ومن عبادة الملائكة الحج، فللملائكة كعبة في السماء تسمى البيت المعمور، أقسم الله بها في كتابه حين قال: ﴿وَالْبَيْتِ الْمَعْمُورِ ۝٤﴾، يدخله كل يوم 70 ألف ملك فيتعبدون فيه ويطوفون حوله ولا يعودون إليه مرة أخرى، قال الرسول: « .. ثم رُفع بي إلى البيت المعمور، وإذا هو يدخله كل يوم سبعين ألفاً لا يعودون إليه آخر ما عليهم». ويقع البيت المعمور في السماء السابعة بحيال البيت، أي فوق كعبة الأرض. ومن عبادة الملائكة أيضاً خوفهم من الله وخشيتهم، فهم يخشون الله بدليل قوله: ﴿يَعْلَمُ مَا بَيْنَ أَيْدِيهِمْ وَمَا خَلْفَهُمْ وَلَا يَشْفَعُونَ إِلَّا لِمَنِ ارْتَضَى وَهُمْ مِنْ خَشْيَتِهِ مُشْفِقُونَ ۝٢٨﴾ وأيضاً قول الرسول: «مررت ليلة أُسري بي بالملأ الأعلى وجبريل كالحلس البالي من خشية الله».

## وفاة الملائكة
اختلف أهل العلم في وفاة الملائكة على قولين:
- أنهم يموتون، وهذا قول الجمهور، واستدلوا بعدد من الأحاديث التي لا تقوى، إلا أن أقوى أدلتهم هو عموم الآية في قول الله تعالى: ﴿وَلَا تَدْعُ مَعَ اللَّهِ إِلَهًا آخَرَ لَا إِلَهَ إِلَّا هُوَ كُلُّ شَيْءٍ هَالِكٌ إِلَّا وَجْهَهُ لَهُ الْحُكْمُ وَإِلَيْهِ تُرْجَعُونَ ۝٨٨﴾[الآية 32]
- أنهم لا يموتون، وقد اختار هذا القول ابن حزم وبعض المفسرين، واستدلوا لقولهم بالاستثناء في قوله تعالى: ﴿وَنُفِخَ فِي الصُّورِ فَصَعِقَ مَنْ فِي السَّمَاوَاتِ وَمَنْ فِي الْأَرْضِ إِلَّا مَنْ شَاءَ اللَّهُ ثُمَّ نُفِخَ فِيهِ أُخْرَى فَإِذَا هُمْ قِيَامٌ يَنْظُرُونَ ۝٦٨﴾ِ.[الآية 33][54]

## من ذُكر منهم

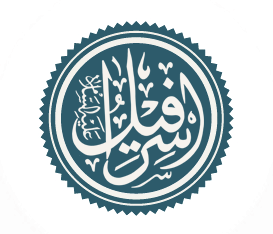
نقش يبين اسم أحد الملائكة (إسرافيل) وفق التسمية الإسلامية.

- جبريل: الملك جبريل ذكر أكثر من مرة في القرآن باسمه صراحة أو باسم الروح، وهو الملك المتكفل بالوحي، وله مكانة رفيعة عند الله حسب اعتقاد المسلمين، فقد أرسله الله لأنبيائه ورسله ليبلغهم الوحي، ولا تقتصر مهمته على تبليغ الوحي، فقد كان ينزل في ليالي رمضان ليدارس النبي محمد القرآن. وقد أمّه صلاةً ليعلمه كيف يؤدي الصلاة، ورقاه، وحارب معه في غزوة بدر وغزوة الخندق.
- ميكائيل: ذُكر في القرآن باسمه صراحة، وبحسب ابن كثير فإنه هو الملك الموكل بالمطر والنبات.
- إسرافيل: وهو الملك الذي ينفخ في الصور عند قرب القيامة بحسب ما ذكر في الحديث، وكان هؤلاء الثلاثة (جبريل وميكائيل وإسرافيل) يستفتح بهم النبي محمد صلاته في الليل ويذكرهم في دعائه.[55]
- مالك: خازن النار وجاء اسمه صريحاً في القرآن ﴿وَنَادَوْا يَا مَالِكُ لِيَقْضِ عَلَيْنَا رَبُّكَ قَالَ إِنَّكُمْ مَاكِثُونَ ۝٧٧﴾.[56]
- رضوان: خازن الجنة وجاء اسمه صريحاً في بعض الأحاديث.
- منكر ونكير: هما ملكان موكلان بسؤال الإنسان عند موته في قبره عن دينه وإلهه ونبيه، وقد ذكر اسمهيما صريحاً في بعض الأحاديث.
- هاروت وماروت: ملكان ذُكر اسمهما في القرآن، وأنهما نزلا بأرض بابل. ﴿وَاتَّبَعُوا مَا تَتْلُو الشَّيَاطِينُ عَلَى مُلْكِ سُلَيْمَانَ وَمَا كَفَرَ سُلَيْمَانُ وَلَكِنَّ الشَّيَاطِينَ كَفَرُوا يُعَلِّمُونَ النَّاسَ السِّحْرَ وَمَا أُنْزِلَ عَلَى الْمَلَكَيْنِ بِبَابِلَ هَارُوتَ وَمَارُوتَ وَمَا يُعَلِّمَانِ مِنْ أَحَدٍ حَتَّى يَقُولَا إِنَّمَا نَحْنُ فِتْنَةٌ فَلَا تَكْفُرْ فَيَتَعَلَّمُونَ مِنْهُمَا مَا يُفَرِّقُونَ بِهِ بَيْنَ الْمَرْءِ وَزَوْجِهِ وَمَا هُمْ بِضَارِّينَ بِهِ مِنْ أَحَدٍ إِلَّا بِإِذْنِ اللَّهِ وَيَتَعَلَّمُونَ مَا يَضُرُّهُمْ وَلَا يَنْفَعُهُمْ وَلَقَدْ عَلِمُوا لَمَنِ اشْتَرَاهُ مَا لَهُ فِي الْآخِرَةِ مِنْ خَلَاقٍ وَلَبِئْسَ مَا شَرَوْا بِهِ أَنْفُسَهُمْ لَوْ كَانُوا يَعْلَمُونَ ۝١٠٢﴾.[57]
- ملك الموت: هو الملك الموكل بنزع أرواح العباد، لم يذكر اسمه صراحة بالقرآن والسنة، وجاء فيهما ذكر اسم «ملك الموت». ﴿قُلْ يَتَوَفَّاكُمْ مَلَكُ الْمَوْتِ الَّذِي وُكِّلَ بِكُمْ ثُمَّ إِلَى رَبِّكُمْ تُرْجَعُونَ ۝١١﴾.[58]
- حملة العرش: هم ملائكة موكلون بحمل العرش وعددهم ثمانية، وجاء ذكرهم في القرآن. ﴿وَالْمَلَكُ عَلَى أَرْجَائِهَا وَيَحْمِلُ عَرْشَ رَبِّكَ فَوْقَهُمْ يَوْمَئِذٍ ثَمَانِيَةٌ ۝١٧﴾.[59]
- الرعد: هو ملك موكل بالسحاب، معه مخاريق من نار يسوقها حيث شاء الله كما ذُكر في بعض الأحاديث.
- ملك الجبال: هو ملك موكل بالجبال، وذُكرت له قصة مع النبي محمد في بعض الأحاديث.
- الزبانية: هم خزنة جهنم، وهم من الملائكة. جاء ذكرهم في القرآن : ﴿سَنَدْعُ الزَّبَانِيَةَ ۝١٨﴾.[60] وعددهم تسعة عشر ﴿عَلَيْهَا تِسْعَةَ عَشَرَ ۝٣٠﴾.[61]